# Rudolf Schneeburg
Rudolf von Schneeburg (6. října 1828 – 1. května 1904 Hall in Tirol) byl rakouský voják a politik německé národnosti z Tyrolska, v 2. polovině 19. století poslanec Říšské rady.

## Biografie
Uvádí se jako major v Hall in Tirol.
Působil i jako poslanec Říšské rady (celostátního parlamentu Předlitavska), kam usedl v doplňovacích volbách roku 1889 za kurii velkostatkářskou v Tyrolsku, II. voličský sbor. Slib složil 3. prosince 1889. Ve volebním období 1885–1891 se uvádí jako svobodný pán Rudolf von Schneeburg, c. k. komoří a major, bytem Hall in Tirol.
V parlamentu nahradil zesnulého poslance Ignaze Giovanelliho. Na Říšské radě se uvádí jako kandidát konzervativců. V roce 1890 se uvádí jako člen parlamentního konzervativního a federalistického Hohenwartova klubu.